# Řád Jamajky
Řád Jamajky (anglicky: Order of Jamaica) je páté nejvyšší státní vyznamenání Jamajky. Založen byl roku 1969 a je udílen v jediné třídě občanům Jamajky i cizím státním příslušníkům.

## Historie
Řád byl založen jamajským parlamentem 18. července 1969 Zákonem o národních řádech a oceněních. Od stejné doby nejsou na Jamajce udíleny původní britské řády.

## Pravidla udílení
Řád je udílen v jediné třídě za vynikající úspěchy ve službě Jamajce. Občané Jamajky se stávají řádnými členy, cizinci pak členy čestnými.
Řád nemá velmistra, ale generální guvernér Jamajky má funkci ekvivalentní k hodnosti kancléře řádu. Řád udílí na doporučení předsedy vlády. Obřad přijímání nových členů do řádu se koná v King's House, rezidenci generálního guvernéra ležící v hlavním městě Jamajky Knigstonu.
Členové a čestní členové řádu jsou oprávněni nosit řádové insignie a mohou být oslovováni jako The Honourable. Navíc mohou za svým jménem používat postnominální OJ, v případě čestných členů OJ (Hon.). Heslem řádu je For a covenant of the people.

## Insignie
Řádový odznak má tvar bíle smaltovaného kříže. Na koncích ramen jsou vyobrazeny plody a listy poddužáku lahodného, který je jamajským národním symbolem. Uprostřed kříže je zlatý kulatý medailon s vyobrazením státního znaku Jamajky. Kolem medailonu je zeleně smaltovaný kruh se zlatým nápisem FOR A COVENANT OF THE PEOPLE. Odznak je vyroben ze zlata.
Stuha, na které je odznak nošen kolem krku, je vyrobena z hedvábí tmavě zelené barvy. K řádu náleží také velká stuha nošená spadající z pravého ramene na protilehlý bok. Tato stuha je zelená se třemi úzkými pruhy v barvě žluté, černé a žluté uprostřed. Svým barevným provedením tak odpovídá barvám státní vlajky.